# Ixbi-Erra

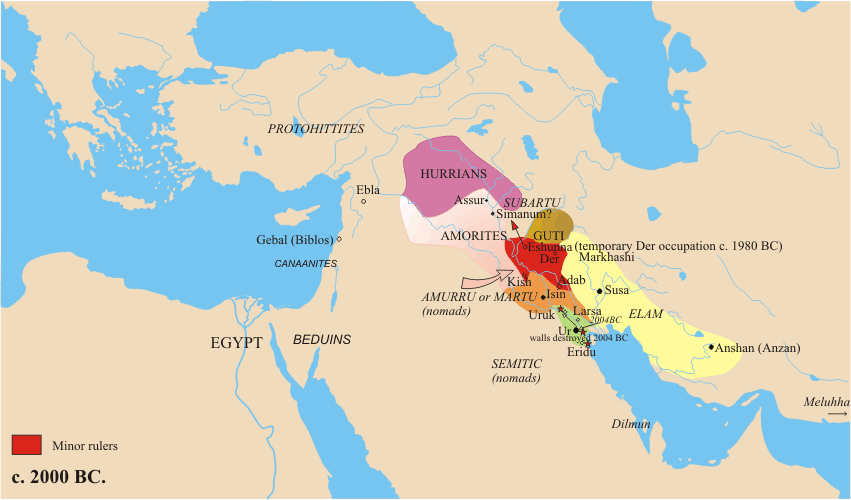
Ishiberra i el seu temps

Ixbi-Erra o Išbi-Erra va ser el primer rei de Sumer de la dinastia d'Isin, segons la Llista de reis sumeris. Va prendre el poder cap al 2017 aC i va morir el 1984 aC (1953 aC - 1921 aC a la cronologia mínima).
Quan es va enfonsar la tercera dinastia d'Ur amb Ibbi-Sin, i els seus antics dominis van ser assolats per elamites i amorites, Ixbi-Erra era shagin de Mari. Va enviar al seu sobirà el rei Ibbi-Sin d'Ur una carta que deia que els amurru havien traspassat la muralla dels martu i s'apoderaven d'una fortalesa darrera l'altra. Ixbi-Erra va fer que el rei l'anomenés governador suprem d'Isin, suposadament per defensar el territori i subministrar el blat, emmagatzemat en aquella ciutat, a tot Sumer. Llavors va demanar sis-cents vaixells per poder distribuir el blat, però com que el rei no va poder acomplir aquesta petició, Ixbi-Erra es va declarar independent.
Alguns ensi subordinats d'Ur es van sotmetre o aliar amb Ishiberra (per exemple consta el pacte amb Ishiberra de l'ensi de Kazallu Puzurnumushda). Elam (Susa) i Assur varen quedar fora del control tant d'Isin com d'Ur.
Quan Ixbi-Erra va conquerir Nippur, ciutat que pel seu caràcter religiós tenia molt de simbolisme, va ser un punt d'inflexió, i des de llavors Ixbi-Erra es va anomenar "protegit del deu Enlil", cosa que li donava la legitimitat monàrquica.
El territori governat per Ixbi-Erra va ser el més reeixit dels estats sorgits del desmembrament d'Ur III. Va poder recuperar més tard una part de Sumèria i Accàdia. Ixbi-Erra mai va utilitzar (que se sàpiga) el títol de "rei de Sumèria i Accàdia" que si que havien utilitzat els reis de la tercera dinastia d'Ur, però el va acabar adoptant el seu net Iddin-Dagan.
Segons la Llista de reis sumeris, Ixbi-Erra va governar 33 anys i el va succeir el seu fill Shu-ilishu.